# 羅扎夫萊亞鄉
47°44′N 24°13′E / 47.733°N 24.217°E
羅扎夫萊亞鄉（羅馬尼亞語：Comuna Rozavlea, Maramureș），是羅馬尼亞的鄉份，位於該國西北部，由馬拉穆列什縣負責管轄，面積43平方公里，海拔高度390米，2007年人口3,508，人口密度每平方公里81人。